# Max van Egmond

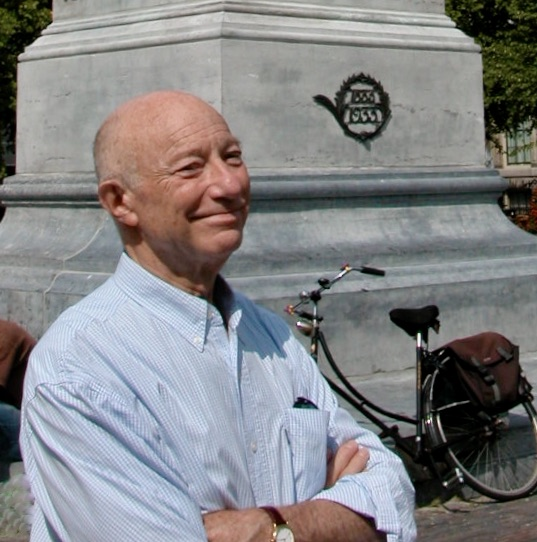
Max van Egmond, 2006

Max van Egmond (* 1. Februar 1936 in Semarang) ist ein niederländischer Sänger der Stimmlagen Bassbariton und Bass. Er ist für Oratorien- und Liedgesang bekannt, insbesondere in Werken von Johann Sebastian Bach.

## Leben
Max van Egmond studierte Gesang in Hilversum bei Tine van Willingen de Lorme. Mit 18 Jahren wurde er Mitglied der Nederlandse Bachvereniging (Niederländische Bachgesellschaft).
Ab 1965 wirkte er in den Gesamtaufnahmen aller Werke Bachs durch Gustav Leonhardt, Nikolaus Harnoncourt und Frans Brüggen mit. Als eine der ersten Produktionen kann die Einspielung der beiden weltlichen Kantaten BWV 211 Schweigt stille, plaudert nicht und BWV 212 Mer hahn en neue Oberkeet  zusammen mit Rotraud Hansmann gelten. Die Matthäus-Passion nahm er zuerst 1969 mit Claudio Abbado und 1970 mit Harnoncourt auf, wobei er die Bass-Arien sang. 1973 nahm er die Christusworte auf mit Johan van der Meer, 1977 mit Charles de Wolff, 1989 mit Gustav Leonhardt. In der Johannes-Passion nahm er die Christusworte 1965 mit Harnoncourt und dem Concentus Musicus Wien auf, 1979 mit van der Meer, 1986 mit de Wolff, und 1987 die Arien mit Sigiswald Kuijken und La Petite Bande.
Er war an Harnoncourts Aufnahmen von Monteverdis Opern beteiligt, 1968 L’Orfeo, 1971 an der ersten Gesamtaufnahme von Il ritorno d’Ulisse in patria. Er trat auch in neueren Opern auf, wie in Uraufführungen an De Nederlandse Opera, 1962 Het Zwarte Blondje von Jurriaan Andriessens, 1963 Three’s Company von Antony Hopkins.
1969 war er der Solist in Regers Hebbel-Requiem in Konzerten, die in der Berliner Philharmonie live aufgenommen wurden, mit der Jungen Kantorei und dem Symphonischen Orchester Berlin, geleitet von Joachim Carlos Martini. 1998 sang er die Christusworte in Bachs Matthäuspassion in St. Martin, Idstein, mit Elisabeth Scholl und Andreas Scholl.
Max van Egmond sang Lieder der Romantik, unter anderem von Schubert, Schumann und Fauré, begleitet auf historischen Instrumenten. Songs by Gabriel Fauré wurden begleitet von Jos van Immerseel auf einem Erard-Klavier von 1897. Schuberts Winterreise wurde begleitet von Penelope Crawford auf einem Hammerklavier von Conrad Graf von 1835.
Max van Egmond lehrte am Conservatorium van Amsterdam von 1980 bis 1995. Er hielt zahlreiche Meisterklassen ab: unter anderem jährlich in Mateus, Portugal, sowie 32 Jahre lang (von 1978 bis 2009) beim Baroque Performance Institute in Oberlin (Ohio) und anschließend bis 2018 jeden Sommer bei der Akademie der American Bach Soloists in San Francisco. Im Jahr 2018 erklärte Max van Egmond seine offizielle Karriere für beendet, fügte aber hinzu, dass er weiterhin gelegentlich an musikalischen Aktivitäten teilnehmen wolle. Zu seinen Schülern gehört Harry van der Kamp.

## Einspielungen
- St Matthew passion, Peter Schreier, Hermann Prey, Teresa Żylis-Gara, Margarita Lilova, Coro di Voci Bianche dell’Oratorio dell’Immacolata di Bergamo, Orchestra Sinfonica e Coro di Milano della RAI, Claudio Abbado, Dino Classics 1969
- BACH, J.S.: Matthäus-Passion, Kurt Equiluz, Karl Ridderbusch, Sopran-Soloists der Wiener Sängerknaben, James Bowman, Tom Sutcliff, Paul Esswood, Nigel Rogers, Michael Schopper, Regensburger Domspatzen, Choir of King's College, Cambridge, Concentus Musicus Wien, Nikolaus Harnoncourt, Teldec 1970
- Motetti ed arie a basso solo, Monteverdi: Laudate Dominum. Carissimi: O vulnera doloris. Frescobaldi: Maddalena alla croce. Francesca Caccini: O che nuovo stupor. Bassani: Nascere, dive puellule. Cazzati: Factum est praelium magnum. Giovanni Battista Brevi: Catenae terrenae. Cazzati: In Calvaria ruppe. Benedetto Marcello: Dal tribunal augusto. Ricercar Consort. Ricercar. 1988.
- Kantaten von Johann Sebastian Bach für Bass solo: Ich will den Kreuzstab gerne tragen & Ich habe genug, Frans Brüggen, SONY 1977
- Carl Philipp Emanuel Bach: Die letzten Leiden des Erlösers, Barbara Schlick, Greta de Reyghere, Catherine Patriasz, Christoph Prégardien, La Petite Bande, Collegium Vocale Gent, Sigiswald Kuijken, SONY
- Songs by Gabriel Fauré, Jos van Immerseel, Klavier, Channel Classics 1995[11]
- Franz Schubert: Schwanengesang, Robert Schumann: Dichterliebe, Kenneth Slowik, Fortepiano, Musica Omnia 2001[12]
- Schubert: Winterreise, Penelope Crawford, Fortepiano, Musica Omnia 2006[12]
- Schubert: Die schöne Müllerin, Penelope Crawford, Fortepiano, Musica Omnia 2006[12]
- Bach: Missae breves, Peter Watchorn, Orgel, Publick Musick, Thomas Folan, Musica Omnia 2006[12]